# Bellator brachychir
Bellator brachychir és una espècie de peix pertanyent a la família dels tríglids.

## Descripció
- Fa 10 cm de llargària màxima.[5][6]

## Hàbitat
És un peix marí, demersal i de clima tropical (37°N-33°S) que viu entre 35-200 m de fondària.

## Distribució geogràfica
Es troba a l'Atlàntic occidental: des de Carolina del Nord i el nord del Golf de Mèxic fins al nord de Sud-amèrica, el Brasil i l'Uruguai.

## Observacions
És inofensiu per als humans.